# Kemijoki
Kemijoki eller Kemifloden er den længste flod i Finland med en længde på 550 km. Den løber gennem søen Kemiträsk (Kemijärvi) og byen Rovaniemi før den munder ud i Botniske Bugt ved byen  Kemi, lidt øst for grænsen til Sverige.
Ved søen Kemiträsk (Kemijärvi) får Kemifloden tilløb fra bifloden Kitinen, som kommer fra nord fra søen Lokkaträsk (Lokkajärvi). Ved Rovaniemi løber bifloden Ounasjoki sammen med Kemijoki. 

## Regulering
Det første vandkraftværk langs Kemifloden blev bygget i 1946 ved Isohaara, og nu er der bygget 15 vandkraftværker ved floderne. Kraftværkerne ejes af Kemijoki Oy og Pohjolan Voima Oy og har en samlet effekt på  1.058 MW.
I 2003 producerede kraftværkerne i alt 4,3 TWh, som er omtrent 34,5 % af den totale vandkraftproduktion i Finland. I 2010 var produktionen 4,63 TWh, hvilket er  lavere end i topårene 2008-2009.
Vandkraftværkerne langs Kemifloden, regnet ovenfra og ned ad flodsystemet, er:
Kitinen
- Porttipahta-dæmningen, 245 moh.
- Kurittikoski-dæmningen, 215 moh.
- Vajuskoski-dæmningen, 204 moh.
- Matarakoski-dæmningen, 188 moh.
- Kelukoski-dæmningen, 181 moh.
- Kurkiaska-dæmningen, 161,5 moh.
- Kokkosniva-dæmningen, 149 moh.

Kemijoki
- Seitakorva-dæmningen, 149 moh.
- Pirttikoski-dæmningen, 125 moh.
- Vanttauskoski-dæmningen, 99 moh.
- Valajakoski-dæmningen, 74 moh.
- Petäjäskoski-dæmningen, 62,5 moh.
- Ossauskoski-dæmningen, 42 moh.
- Taivalkoski-dæmningen, 27 moh.
- Isohaara-dæmningen (PVO Vesivoima Oy), 12 moh.